# Kevin Anderson (koszykarz)
Kevin Edward Anderson Jr (ur. 21 grudnia 1988 w Atlancie) – amerykański koszykarz, występujący na pozycjach rozgrywającego oraz rzucającego obrońcy.
W 2012 roku rozegrał pięć spotkań w barwach Orlando Magic, podczas letniej ligi NBA oraz jedno przedsezonowe z Cleveland Cavaliers.
13 stycznia 2017 został zawodnikiem Energi Czarnych Słupsk. 24 stycznia, po rozegraniu dwóch spotkań sezonu regularnego, został zwolniony ze względu na negatywne wyniki testów sportowych.

## Osiągnięcia
Stan na 24 stycznia 2017, na podstawie, o ile nie zaznaczono inaczej.
NCAA
- Uczestnik rozgrywek:
  - Sweet Sixteen turnieju NCAA (2011)
  - turnieju NCAA (2010, 2011)
- Mistrz turnieju konferencji Atlantic 10 (2011)
- Zawodnik Roku Konferencji Atlantic 10 (2010)[5]
- Most Outstanding Performer (MOP=MVP) turnieju Atlantic 10 (2011)[6]
- MVP turnieju South Padre Island Invitational (2010)
- Debiutant roku Atlantic 10 (2008)[7]
- Zaliczony do:
  - I składu:
    - Atlantic 10 (2010, 2011)
    - turnieju:
      - Atlantic 10 (2010, 2011)
      - South Padre Island Invitational (2010)

    - debiutantów Atlantic 10 (2008)

  - II składu Atlantic 10 (2009)
- Zespół Richmond Spiders zastrzegł należący do niego numer 14